# اسطوره‌شناسی مائوری

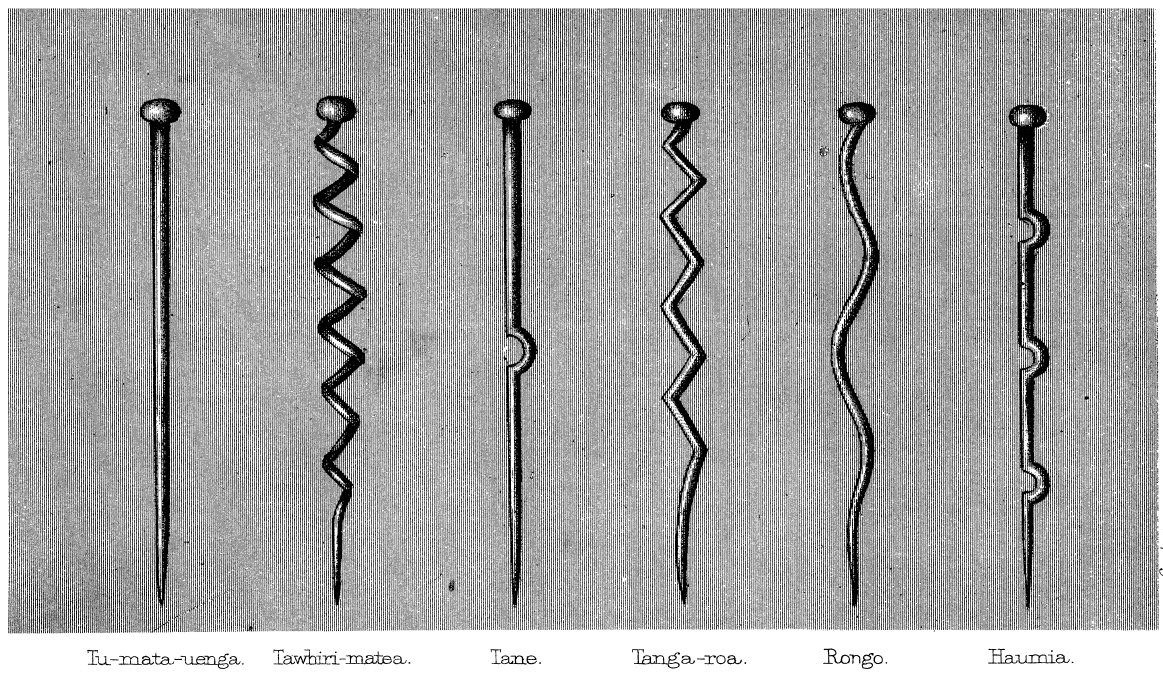
نمایی از شش خدای اصلی «آتوا» در اسطوره‌شناسی مائوری (حوالی ۱۸۹۱)

اسطوره‌شناسی مائوری، افسانه‌شناسی مائوری و سنت‌های مائوری دو طبقه‌بندی اصلی هستند که افسانه‌های مائوری نیوزلند را در بر می‌گیرند. آیین‌ها، باورها و جهان‌بینی جامعه مائوری بر پایه یک اسطوره‌شناسی دقیق بنا شده‌اند که از موطن آنها، پلی‌نزی سرچشمه گرفته و با شرایط جدید تطبیق داده شده‌اند.